# Francisco Freire Allemão
 (juillet 2012).
Si vous disposez d'ouvrages ou d'articles de référence ou si vous connaissez des sites web de qualité traitant du thème abordé ici, merci de compléter l'article en donnant les références utiles à sa vérifiabilité et en les liant à la section « Notes et références ».
Francisco Freire Allemão e Cysneiro (1797–1874) était un botaniste brésilien qui a travaillé à l'étude des plantes dans le nord-est du Brésil et le long du Rio de Janeiro (rivière Guandu (en)). Son travail avec le musée national du Brésil à Rio de Janeiro a eu lieu à une époque où la botanique brésilienne était dominée par les étrangers.
Parmi ses nombreux devoirs en tant que physicien de la cour brésilienne, fut celui d'aller en Italie chercher la future femme de l'empereur en Italie.

## Genres et espèces découverte en son nom
- Astronium urundeuva (Allemao) Engl.
- Myracrodruon urundeuva Fr. Allemão
- Acanthinophyllum strepitans Allemão (Moraceae)
- Amburana cearensis (Allemão) A.C.Sm. (Fabaceae) (synonym Torresea cearensis Allemão)
- Andradea Allemão (Nyctaginaceae)
- Andradea floribunda Allemão
- Azeredia Arruda  ex Allemão (Cochlospermaceae)
- Bumella sartarum Allemão (Sapotaceae)
- Azeredia pernambucana Allemão
- Chrysophyllum arenarium Allemão (Sapotaceae)
- Chrysophyllum cearaense Allemão
- Chrysophyllum cysneiri Allemão
- Chrysophyllum obtusifolium Allemão
- Chrysophyllum perfidum Allemão
- Chrysophyllum tomentosum Allemão
- Cordia oncocalyx Allemão (Boraginaceae)
- Dalbergia nigra Allemão ex Benth.(Fabaceae)
- Echyrospermum balthazarii Allemão ex Mart. (Fabaceae)
- Geissospermum vellosii Allem. (nom en brésilien : Pao pereira)
- Hyeronima Allemao (Euphorbiaceae)
- Hyeronima alchorneoides Allemão
- Jussiaea fluctuans Allemão & M.Allemão (Onagraceae)
- Lucuma meruocana Allemão (Sapotaceae)
- Lucuma minutiflora Allemão
- Lucuma montana Allemão
- Luetzelburgia auriculata (Allemao) Ducke (Fabaceae)
- Manilkara elata (Allemão  ex Miq.) Monach. (synonym : Mimusops elata Allemão in Mart. ex Miq.)
- Mezia navalium (Allemão) (Lauraceae) (synonyms : Mezilaurus navalium (Allemão) Taub. ex Mez; Silvia navalium Allemão)
- Mimusops triflora Allemão (Sapotaceae)
- Miscolobium nigrum (Vell.) Allemão (Fabaceae)
- Moldenhawera speciosa Allemão (Fabaceae)
- Myrocarpus Allemão
- Ophthalmoblapton macrophyllum Allemão (Euphorbiaceae)
- Pinckneya viridiflora Allemão  &  Saldanh (Rubiaceae) (synonym : Simira viridiflora (Allem & Saldanha) Steyerm.; Sickingia viridiflora (Allemão & Saldanha) K.Schum.)
- Pterygota brasiliensis Allemão (Sterculiaceae)
- Ribeirea Allemão (Santalaceae)
- Ribeirea calophylla Allemão
- Ribeirea calva Allemão
- Ribeirea cupulata Allemão
- Ribeirea elliptica Allemão
- Tipuana auriculata Allemão (Fabaceae)
- Vatairea heteroptera (Allemao) F.A.Iglesias
- Vazea Allemão ex Mart. (Olacaceae)
- Zollernia mocitayba Allemão  ex Emygdio (Caesalpiniaceae)

Allemão est l’abréviation botanique standard de Francisco Freire Allemão.
Consulter la liste des abréviations d'auteur en botanique ou la liste des plantes assignées à cet auteur par l'IPNI, la liste des champignons assignés par MycoBank, la liste des algues assignées par l'AlgaeBase et la liste des fossiles assignés à cet auteur par l'IFPNI.
On rencontre toutefois également l'abréviation « Allem. ».

## Liens Externes
- Auteur IPNI : Allemão